# Ljubljansko barje
Ljubljansko barje – kotlina w Słowenii, część Ljubljanskiej kotliny.
Stanowi najbardziej na południe wysuniętą część Ljubljanskiej kotliny. Przepływa przez nią rzeka Ljubljanica. Zajmuje powierzchnię 163 km². Jest częściowo zalesiona.
W plejstocenie była pokryta rozległym płytkim jeziorem. Na jej obszarze znajdują się pozostałości prehistorycznych osad palafitowych. W XVIII wieku przeprowadzono prace melioracyjne, które doprowadziły do osuszenia terenu.
Wiosną 2002 roku, w wyniku prowadzonych prac archeologicznych, odkryto tu najstarsze znane koło - Koło z Ljubljansko barje. Datowanie radiowęglowe wykazało, że liczy ono około 5100–5350 lat, co czyni je najstarszym znanym drewnianym kołem na świecie. Artefakt obecnie znajduje się na wystawie w Muzeum Miejskim w Lublanie.